# Cribellopora simplex
Cribellopora simplex is een mosdiertjessoort uit de familie van de Lacernidae. De wetenschappelijke naam van de soort is voor het eerst geldig gepubliceerd in 1957 door Gautier.